# Дороті Трі
Дороті Три (англ. Dorothy Tree), ім'я при народженні — Дороті Естель Трібіц (англ. Dorothy Estelle Triebitz; нар. 21 травня 1906, Бруклін, Нью-Йорк, США — пом. 13 лютого 1992, Інглвуд, Нью-Джерсі, США) — американська актриса і письменниця. Найбільш відома3[джерело?] за роллю дружини Дракули з фільму «Дракула» (1931).

## Біографія
Дороті Естель Трібіц (справжнє ім'я Трі) народилася 21 травня 1906 року Брукліні (штат Нью-Йорк, США) в сім'ї австрійців Хермана Трібіци (1877—1943) і Берті Херт (1885—1967). У Дороті було дві молодші сестри — Сільвія Трібіц (1911—1949) і Мілдред Трібіц (1918—?).
Дороті була одружена сценаристом і редактором історій Майклом Урісом (1902—1967), який помер 17 липня 1967 року. У цьому шлюбі Трі народила свого єдиного сина Джозефа М. Уріса (нар.25.10.1943).
85-річна Дороті померла 13 лютого 1992 року від серцевої недостатності в Інглвуді (штат Нью-Джерсі, США).

## Вибрана фільмографія
| Рік  |   | Українська назва        | Оригінальна назва   | Роль               |
| ---- | - | ----------------------- | ------------------- | ------------------ |
| 1927 | ф | Це                      | It                  | працівниця Волтема |
| 1931 | ф | Дракула                 | Dracula             | дружина Дракули    |
| 1931 | ф | Дракула                 | Drácula             | наречена Дракули   |
| 1934 | ф | До справи береться флот | Here Comes the Navy | Гледіс             |
| 1937 | ф | Мічена жінка            | Marked Woman        | жінка в рейді      |
| 1950 | ф | Асфальтові джунглі      | The Asphalt Jungle  | Мей Еммеріх        |
| 1950 | ф | Чоловіки                | The Men             | мати Еллен         |